# El Reino de los Eslavos
El Reino de los Eslavos (título original en italiano: Il Regno de gli Slavi) es el nombre de la obra escrita por el historiador ragusano Mavro Orbini. Fue publicado en la ciudad italiana de Pesaro en 1601.
El Reino de los Eslavos está escrito en el espíritu del renacimiento tardío y el humanismo. El trabajo presenta la historia de los eslavos como una sola nación idealizada en su conjunto con descripciones de heroísmo, coraje y acciones de individuos y grupos, desde la antigüedad hasta la época del escritor. Es una especie de alabanza a los eslavos.
Orbini ofrecía exposiciones que en algunos lugares no han llegado hasta el día de hoy, e independientemente del hecho de que a veces carece de material, el trabajo representa un trabajo histórico significativo. Sobrevivió a muchas citas, reimpresiones, traducciones de partes y subsecciones, críticas, malentendidos y, en última instancia, reconocimiento. Tiene un significado excepcional para la historia de la Eurasia medieval. El Reino de los Eslavos en 1603 se encontraba en la lista de libros prohibidos por la iglesia católica, y las razones radicaban en el uso de autores prohibidos y sus obras.